# Артеменко Федір Петрович
Федір Петрович Артеменко (більш відомий як отаман Орлик) (23 грудня 1898, Гостомель — 1922?) — полковник Армії УНР, найвідоміший отаман на Київщині часів Перших визвольних змагань.

## Біографія

Фрагмент протоколу допиту Отамана Орлика з відомостями про народження і освіту

Народився 23 грудня 1898 року в містечку Гостомель. Виростав без батька. Закінчив місцеву сільську двокласну школу, допомагав матері по господарству. Згодом їде працювати до Києва. У 1912 році — помічник механіка в компанії з виробництва та ремонту американських грамофонів, що на вулиці Великій Васильківський у Києві. Наприкінці 1915 року склав екстерном іспит за шість класів гімназії й отримав атестат.
У зв'язку з початком Першої світової війни добровільно вступає до армії, де його призначено у 10-й Запасний батальйон вільноприділеним у Житомирі. За два місяці його направлено до 2-ї роти 1-ї Київської школи прапорщиків, яку закінчує у листопаді 1916 і його скеровано у розпорядження Казанського військового округу, звідки відправлено у місто Оренбург до 230-го запасного полку. Зустрів Лютневу революцію в Оренбурзі. Обраний членом полкової ради. часто виступав на мітингах, агітував солдатів.
Солдати обрали його членом полкової ради, але командування за революційну діяльність направляє прапорщика Артеменка у березні 1917 році на фронт до 104-ї пішої дивізії, що тримала позиції біля Гусятина на Поділлі (нині Тернопільська область). У 413-му Порохівському полку йому доручили командувати ротою, з якою в червні 1917 року взяв участь у так званому наступі Керенського.
18 червня 1917 рота під командуванням прапорщика Артеменка наступала на ділянці Бринчківського лісу в Галичині, за успішний бій того ж дня його підвищили в поручники. 34-й Армійський корпус 7-ї армії Південно-західного фронту, до якого належав поручик Федір Артеменко, перевели в Летичівський повіт на Поділлі. Тут розпочалася українізація підрозділів корпусу. 34-й Армійський корпус перейшов у підпорядкування Військового секретаріату Центральної Ради під назвою 1-го Українського корпусу.
104-ту дивізію, до якої належав Федір Артеменко, з середини жовтня 1917 року перекинули на фронт під Барановичами у Білорусі, де підрозділ Артеменка простояв до 6 грудня 1917 року Солдати 413-го Порохівського і 415-го Бахмутського полків почали тікати з позицій, адже не мали чим харчуватися.
Підрозділи знімалися з позицій і вирушали в Україну. Штаб 413-го Порохівського полку, де служив Ф. Артеменко, опинився у Фастові на Київщині. На початку 1918 року Федір Артеменко — начальник штабу фастівського гарнізону Військ Центральної Ради в ранзі сотника.
У лютому-березні 1918 року брав участь у боях із більшовиками.
Наприкінці лютого 1918 року командування Першого Українського корпусу проголосило нейтралітет у війні з більшовиками.
Федір Артеменко — начальник гарнізону українських військ у Фастові — ухвалив рішення не підтримувати нейтралітет, проголошений командуванням у Білій Церкві, а виступити проти російсько-більшовицьких окупантів.
Іван Горемика-Крупчинський надіслав Третю сотню Васильківського Вільного козацтва до Фастова на підмогу сотнику Артеменку у протистоянні з більшовицькими підрозділами. 24 лютого 1918 року українські війська на чолі із сотником Артеменком здобули Фастів. Представників більшовицької окупаційної влади у Фастові українці арештували.
25 лютого 1918 року загін козаків на чолі з сотником Федором Артеменком та старшиною Сініцею вирушили назустріч більшовицьким загонам, що наступали по залізниці з боку Білої Церкви. На станції Устинівка (біля села Устимівка сучасного Васильківського району на Київщині) відбувся короткий бій, і більшовики відступили до Білої Церкви.
На початку березня сотник Другої сотні Федір Артеменко у складі зведеного загону Васильківського Вільного козацтва брав участь у звільненні Василькова, Боярки й Будаївки, Жулян та Києва від більшовицьких окупантів.
У березні 1918 року вступає на службу до українського війська, проходить службу в Київській комендатурі. З 1919 року очолював штаби Фастівського й Козятинського гарнізонів і штаб Східного фронту УНР. Влітку 1919 року обіймає посаду помічника командира бронепотяга.
Після звільнення Києва від більшовиків Федір Артеменко продовжує свою службу у Васильківському коші Вільного козацтва. У квітні 1918 р. служить у курені Вільного козацтва на чолі з Іваном Горемикою-Крупчинським у Таращі.
За часів Української Держави Гетьмана Скоропадського потрапляє на службу до столичної комендатури. У 1919 році, за часів Директорії УНР, очолив штаб фастівського гарнізону Армії УНР, а потому керував штабом козятинського гарнізону Армії УНР.
У складі Першої Запорізької Дивізії відступав через Румунію в Галичину. Захворів на тиф і лікувався у шпиталі в Озерянах. Потім виїхав до Кам'янця-Подільського, де зарахований помічником командира до команди панцирного потяга Армії УНР «Гайдамаки імені Макаренка».
Після захоплення більшовиками панцирного потяга «Гайдамаки імені Макаренка» із його команди створили окремий піший батальйон, що розташовувався в селі поблизу Кам'янця-Подільського. У серпні 1919 р. призначений на посаду помічника командира Окремого куреня. У Летичеві на Поділлі цей окремий курінь приєднано до складу 21-го Наливайківського полку.
Восени — старший ад'ютант начальника Могилів-Подільського військового гарнізону Армії УНР. У Могилеві-Подільському потрапляє в полон до Збройних сил Півдня Росії, де його примусово мобілізують добровольцем у званні поручика.
Втік із полону і переховувався в Києві. Переніс важку форму тифу, лікувався вдома до Великодня 1920 року
У 1920-му організовує з колишніх козаків і старшин Армії УНР повстансько-партизанську боївку чисельністю 15 осіб. Бере собі повстанське псевдо «Орлик». Першою акцією новоствореної повстанської боївки Орлика стало роззброєння десяти більшовицьких кавалеристів під Феліціалівкою Димерської волості (тепер село Здвижівка Бородянського району Київської області). Повстанський загін зростає й обирає собі назву — «Перший партизанський загін імені Симона Васильовича Петлюри».
Згодом повстанські загони отамана Орлика мали чисельність до 400 піших і 120 кінних, були добре обмундировані та озброєні. 10 жовтня 1921 року під станцією Тетерів відбулася катастрофа залізничного поїзда, підготовлена селянським повстанським загоном отамана Орлика.
У 1921 році, напередодні Другого Зимового походу Армії УНР, за наказом Командування Повстансько-Партизанського штабу Армії УНР у Тарнові полковник Федір Артеменко призначений начальником 10-го району ППШ. Пізніше — командувачем Другої (Північної) повстанської групи Повстансько-Партизанського штабу Державного Центру УНР в екзилі.
Учасник Другого Зимового походу. На початку листопада 1921 року повстансько-партизанський загін під командуванням Федора Артеменка рухався на зустріч і з'єднання з Волинською групою Армії УНР під командуванням Юрія Тютюнника. Натомість 16 листопада 1921 року у селі Вахівці (тепер Вишгородського району на Київщині) загін Орлика розшукав Подільську групу на чолі з полковником Армії УНР Сергієм Чорним.
Боївка Орлика об'єдналася з Подільською групою і рушила на пошуки Волинської групи на чолі з Юрієм Тютюнником. Біля села Рудня-Тальська (тепер Іванківського району Київської області) українські повстанці вступили в бій із більшовицьким кавалерійським дивізіоном. Напад більшовиків вдалося відбити.
20 листопада 1921 року на хуторі Тростянка відбулася нарада, на якій підполковник Сергій Чорний запропонував козацтву повертатися до Польщі. Жоден повстанець із боївки Орлика не погодився відступати в Польщу, до них приєдналися 15 козаків Подільської групи Другого Зимового походу, зокрема й сотник 4-ї Київської дивізії Лобенко.
Повстанцю Лобенку вдалося прорватися до Польщі з окупованої України й подати звіт до командування Армії УНР від 26 вересня 1922 року, у якому він сповістив про арешт і загибель від рук чекістів полковника Армії УНР Федора Артеменка — отамана «Орлика».
Поранений в руку і хребет, лікувався в Бучі. 19 січня 1922 року схоплений і заарештований каральним загоном російсько-більшовицьких окупантів (чекістами). Утримувався в Лук'янівській в'язниці. 29 січня київська губернська ЧК звітувала, що «спіймала петлюрівського отамана Орлика, захопила його штаб і заарештувала 139 членів збройного загону, яким командував Орлик». 26 лютого Київським губчека засуджений до розстрілу.
У червні 2018 року Федора Артеменка та його бойових побратимів Якова Хоменка-Смутенка та Федора Ногу, свого часу засуджених за ст. 58, ст. 68 ч.ч. 1, 2 ст. 76 Кримінального кодексу УРСР 1922 року до розстрілу, було реабілітовано рішенням Апеляційного суду Київської області.

## Вшанування пам'яті
На честь нього названі:
- Вулиця Отамана Орлика — вулиця в його рідному місті Гостомель.
- Вулиця Отамана Орлика — вулиця в Боярці.
- Вулиця Отамана Орлика — вулиця в Радомишлі.
- Вулиця Отамана Орлика — вулиця в Бучі.